# ホロスコープ (中川翔子の曲)
「ホロスコープ」は、中川翔子の15枚目のシングル。2012年1月11日にSony Recordsから発売された。

## 概要
前作「つよがり」から7ヶ月ぶりとなる2012年第一弾。
表題曲「ホロスコープ」は、2011年9月より自身がレギュラー出演しているフジテレビ系『ウチくる!?』のエンディングテーマとして同年12月より放送されている。
ホロスコープはミディアムロックな曲で、二度と会えない人に向けての歌。
c/wの「僕らの未来」はclubDAMの企画「Our Song Our Voice 〜うたをつくろう!!プロジェクト〜」にて、1番の歌詞をmeg rockが書き下ろし、2番の歌詞を一般から公募して作成された。
仕様はCD+DVD（SRCL-7833/4）・CDのみ（SRCL-78335）の2形態で同時発売。
CD+DVD盤に収録されているミュージック・ビデオでは、セイン・カミュがチャント星人を彷彿させる宇宙人に扮して出演している。
なお、2011年8月のコンサートの模様を収録したDVD『SHOKO NAKAGAWA Live Tour 2011「今こそ団結! 〜笑顔の輪〜夏祭りスペシャル』も同日発売された。

## 収録曲
CD
1. ホロスコープ [5:38]
作詞：meg rock・山本陽介、作曲・編曲：山本陽介
  - フジテレビ系『ウチくる!?』エンディングテーマ
2. 僕らの未来 [4:50]
作詞：meg rock・DAM CHANNELプロジェクト、作曲：中谷あつこ、編曲：中谷泰啓
  - カラオケ曲間番組「DAM CHANNEL」コラボ・ソング
3. snow tears -Mitchie M Remix- [4:24]
作詞：中川翔子・1pack market、作曲：鈴木大輔、編曲：Mitchie M
4. ホロスコープ -Instrumental- [5:38]
5. 僕らの未来 -Instrumental- [4:50]

DVD（初回限定盤のみ）
1. ホロスコープ [Music clip]